# Brabham BT24

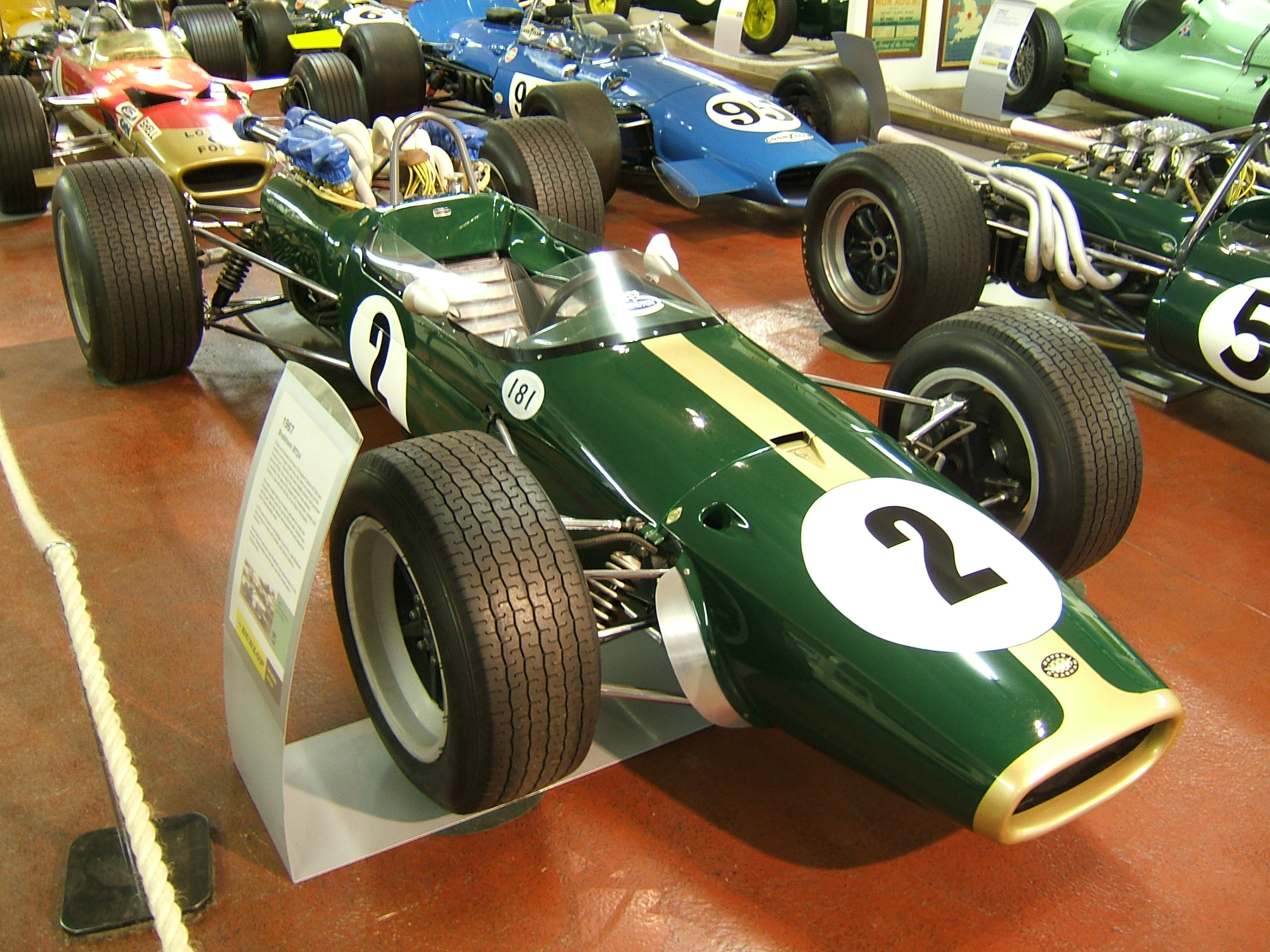
Brabham BT24 en exhibición.

El Brabham BT24 fue un monoplaza de carreras de Fórmula 1. Fue uno de los tres coches utilizados por el equipo Brabham durante su campeonato de 1967. Solamente tres chasis BT24 han corrido.

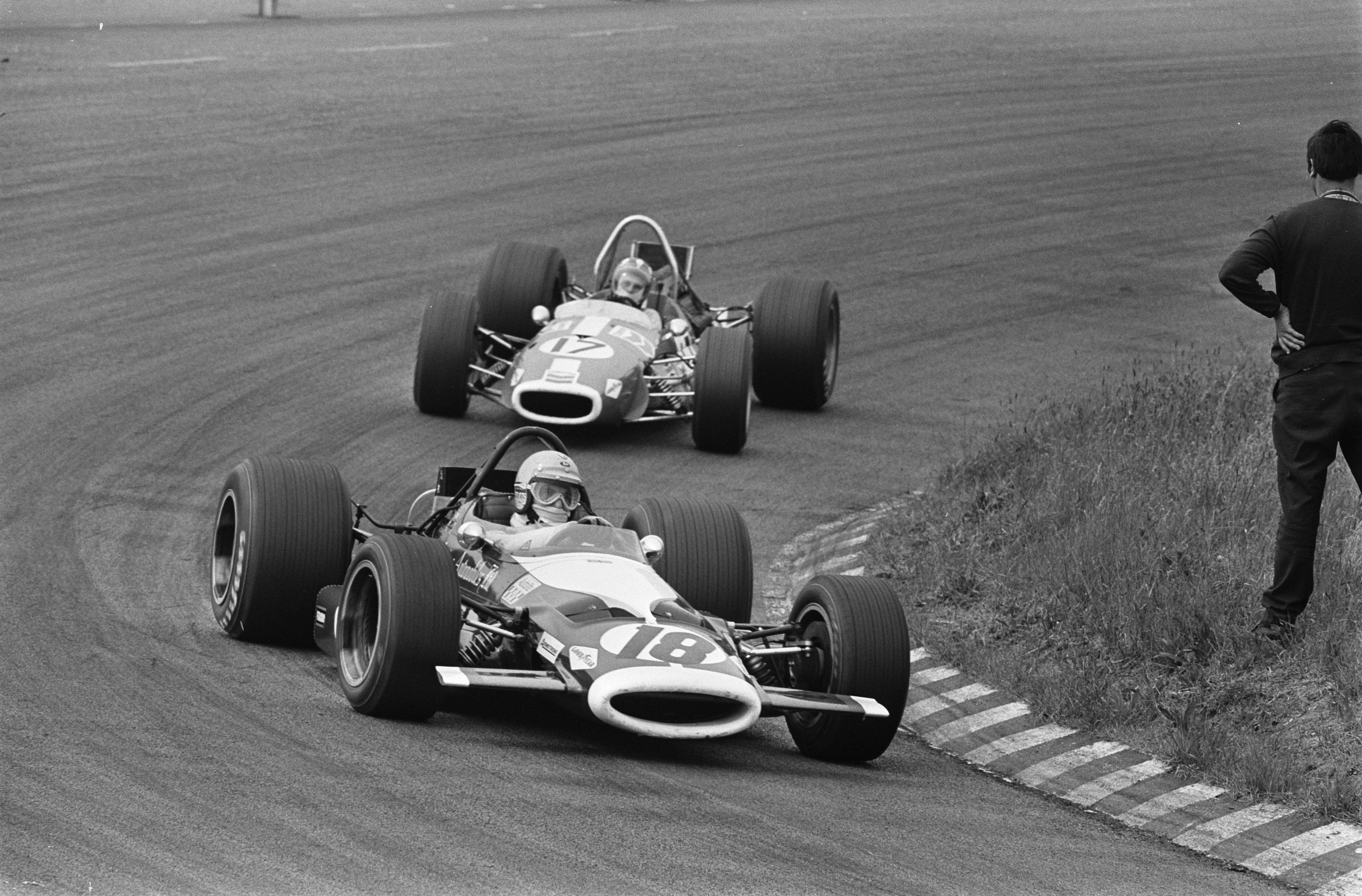
El suizo Silvio Moser (detrás) utilizando el BT24 en 1969.

Diseñado por Ron Tauranac, el BT24 se basó en el coche BT23 de la Fórmula 2 y fue notablemente aligerado y compactado. El BT24 fue diseñado para tener el nuevo motor Repco 740 V8, que era un nuevo motor totalmente construido por Repco, a diferencia de los años anteriores que era un Oldsmobile basado en motores de la serie 620. Tauranac había solicitado que Repco construyera el motor con soporte de tubos traseros para reducir el área frontal y facilitar el problema de roscar tubos de escape a través de los enlaces de suspensión trasera. Al igual que el Lotus 49, el BT24 hizo su primera aparición durante la práctica del Gran Premio de los Países Bajos, y en comparación con el Brabham, el Lotus parecía casi obsoleto, pero a medida que avanzaba la temporada, con su mayor fiabilidad logró superar al Lotus. Brabham decidió probar sus coches de 1966 en la carrera neerlandesa (aunque por este tiempo el BT19 de Jack Brabham estaba equipado con el motor central de escape 740) y el BT24 hizo su debut una carrera más tarde en el Gran Premio de Bélgica.
Con el campeón Jack Brabham y Denny Hulme al volante, el BT24 logró tres victorias, seis segundos puestos, dos triples, un cuarto y un quinto, y con ello, el equipo Brabham cómodamente tomó el Campeonato de Constructores, Hulme superó al dueño del equipo Brabham en el Campeonato de Pilotos por cinco puntos.
Además de sus tres victorias en el campeonato, el BT24 también ganó la prestigiosa Copa Internacional de Oro de 1967 en Oulton Park en manos de Jack.
Compitió en algunas pruebas de 1968, antes de ser remplazado por el Brabham BT26. El austriaco Jochen Rindt (quien remplazó a Hulme, ahora piloto de McLaren) fue tercero en el GP de Sudáfrica. El BT24 siguió siendo utilizado por escuderías privadas hasta 1969, aunque a veces montando un motor Ford Cosworth DFV.

## Resultados

### Fórmula 1
(Clave) (negrita indica pole position) (cursiva indica vuelta rápida)

| Año     | Motor            | Neu. | Pilotos      | 1   | 2   | 3   | 4   | 5   | 6   | 7   | 8   | 9   | 10  | 11  | 12  | Puntos   | Pos. |
| ------- | ---------------- | ---- | ------------ | --- | --- | --- | --- | --- | --- | --- | --- | --- | --- | --- | --- | -------- | ---- |
| 1967    | Repco 740 3.0 V8 | G    |              | RSA | MON | NED | BEL | FRA | GBR | GER | CAN | ITA | USA | MEX |     | 63 (67)* | 1.º  |
| 1967    | Repco 740 3.0 V8 | G    | Jack Brabham |     |     |     | Ret | 1   | 4   | 2   | 1   | 2   | 5   | 2   |     | 63 (67)* | 1.º  |
| 1967    | Repco 740 3.0 V8 | G    | Denny Hulme  |     |     |     |     | 2   | 2   | 1   | 2   | Ret | 3   | 3   |     | 63 (67)* | 1.º  |
| 1968    | Repco 740 3.0 V8 | G    |              | RSA | ESP | MON | BEL | NED | FRA | GBR | GER | ITA | CAN | USA | MEX | 10*      | 8.º  |
| 1968    | Repco 740 3.0 V8 | G    | Jack Brabham | Ret |     |     |     |     |     |     |     |     |     |     |     | 10*      | 8.º  |
| 1968    | Repco 740 3.0 V8 | G    | Jochen Rindt | 3   | Ret | Ret |     |     |     |     |     |     |     |     |     | 10*      | 8.º  |
| 1968    | Repco 740 3.0 V8 | G    | Dan Gurney   |     |     |     |     | Ret |     |     |     |     |     |     |     | 10*      | 8.º  |
| Fuente: |                  |      |              |     |     |     |     |     |     |     |     |     |     |     |     |          |      |

- * Incluye puntos obtenidos por otros monoplazas.

#### Equipos privados
(Clave) (negrita indica pole position) (cursiva indica vuelta rápida)

| Año     | Equipo                   | Motor                    | Neu. | Pilotos          | 1   | 2   | 3   | 4   | 5   | 6   | 7   | 8   | 9   | 10  | 11  | 12  |
| ------- | ------------------------ | ------------------------ | ---- | ---------------- | --- | --- | --- | --- | --- | --- | --- | --- | --- | --- | --- | --- |
| 1968    | Caltex Racing Team       | Repco 740 3.0 V8         | D    |                  | RSA | ESP | MON | BEL | NED | FRA | GBR | GER | ITA | CAN | USA | MEX |
| 1968    | Caltex Racing Team       | Repco 740 3.0 V8         | D    | Kurt Ahrens, Jr. |     |     |     |     |     |     |     | 12  |     |     |     |     |
| 1969    | Team Gunston             | Repco 620 3.0 V8         | F    |                  | RSA | ESP | MON | NED | FRA | GBR | GER | ITA | CAN | USA | MEX |     |
| 1969    | Team Gunston             | Repco 620 3.0 V8         | F    | Sam Tingle       | 8   |     |     |     |     |     |     |     |     |     |     |     |
| 1969    | Silvio Moser Racing Team | Ford Cosworth DFV 3.0 V8 | G    | Silvio Moser     |     |     | Ret | Ret | 7   |     |     | Ret | Ret | 6   | 11  |     |
| Fuente: |                          |                          |      |                  |     |     |     |     |     |     |     |     |     |     |     |     |